# Wonambi
A wonambi (Wonambi naracoortensis) a miocén, pliocén és pleisztocén során Ausztráliában egykor élt óriáskígyófaj volt.
A wonambi volt az első leírt fosszilis kígyó Ausztráliából. Mintegy 5-6 méter hosszúra nőtt, áldozatait szorítással ölte meg. Viszonylag kisméretű koponyája miatt feltehetően csak kis és közepes méretű emlősökkel táplálkozhatott.
A faj az óriáskígyók egy ősi csoportjának (Madtsoiidae) leszármazottja, amely a kréta során jelent meg, és hatalmasra megnövő példányai a harmadkor (tercier) elejéig  meglehetősen elterjedtek voltak az egykori Gondwana maradványain (Afrika, Antarktisz, Ausztrália, Dél-Amerika).
A család képviselői kb. 55 millió éve már csak Ausztráliában fordultak elő. A pleisztocént egyedül a „kisebb méretű” wonambi érte meg. Maradványait főleg Nyugat- és Dél-Ausztrália területén találták meg.
Kb. 40-50 000 évvel ezelőtt halt ki. Kihalását egyesek szerint Ausztrália elsivatagosodása, mások szerint a mai bennszülöttek túlzott vadászata okozhatta, akik vagy magát a wonambit, vagy a prédaállatait vadászták, esetleg élőhelyeit tették tönkre (bővebben: pleisztocén megafauna).